# Попелястий королець
Попелястий королець (Heteromyias) — рід горобцеподібних птахів родини тоутоваєвих (Petroicidae). Представники цього роду мешкають в Австралії та на Новій Гвінеї.

## Види
Міжнародна спілка орнітологів визнає два види:
- Королець попелястий (Heteromyias albispecularis)
- Королець квінслендський (Heteromyias cinereifrons)

Дослідники також пропонують виділити третій вид попелястих корольців-Heteromyias armiti. Однак він поки що не визнаний окремим видом.